# لي مايبيري
لي مايبيرى (بالإنجليزية: Lee Mayberry) مواليد 12 يونيو 1970 في تلسا، هو لاعب كرة سلة أمريكي سابق بدأ مسيرته الاحترافية في سنة 1992 وحمل الرقم 11. يبلغ طوله 6 قدم 1 بوصة (1.9 م). اعتزل اللعب في 1999.

## فرق لعب لها
- ميلووكي باكز

## الميداليات
| الميدالية | المسابقة                         |
| --------- | -------------------------------- |
| برونزية   | بطولة كأس العالم لكرة السلة 1990 |

## روابط خارجية
- لي مايبيري على موقع الاتحاد الدولي لكرة السلة (الإنجليزية)
- لي مايبيري على موقع إن بي أي (الإنجليزية)
- لي مايبيري على موقع سبورتس رفرنس (الإنجليزية)
- لي مايبيري على موقع كرة السلة الأوروبية.كوم (الإنجليزية)
- لي مايبيري على موقع كلية كرة السلة في سبورتس رفرنس.كوم (الإنجليزية)
- لي مايبيري على موقع ريلجم (الإنجليزية)
- لي مايبيري على موقع بروبوليرز (الإنجليزية)